# 小笠原蒼
小笠原 蒼（おがさわら そう、2005年10月20日 - ）は、愛知県豊田市出身のプロ野球選手（内野手・育成選手）。右投左打。横浜DeNAベイスターズ所属。

## 経歴

### プロ入り前
豊田市立竹村小学校で1年生の時に竜神JBCで野球を始める。5年生で山之手少年野球クラブに移籍。豊田市立竜神中学校在学時は硬式野球のクラブチームである愛知港ボーイズでプレーしていた。
京都翔英高等学校に進学し、1年秋からベンチ入り。2年秋から背番号3で一塁手のレギュラーを務めた。3年夏は4番を務めて京都大会で決勝に進出し、立命館宇治と対戦。一時リードを広げる2点本塁打を放つもその後逆転され、9回に追い付いたもののサヨナラ負けを喫した。3年間で甲子園大会出場はなかった。高校通算29本塁打。
2023年10月26日に開催されたドラフト会議にて、横浜DeNAベイスターズから育成3位指名を受けた。11月12日に支度金280万円、年俸340万円で仮契約した。背番号は125。

### DeNA時代
2024年はイースタン・リーグで8試合の出場にとどまった。シーズンオフには台湾で開催されたアジアウインターベースボールリーグに参加した。

## 人物
小学生の頃にナゴヤドーム（現：バンテリンドーム ナゴヤ）でプロ野球の試合を観戦し、DeNAのユリエスキ・グリエルの本塁打を見たのをきっかけに球場に通うようになり、兄と共にDeNAファンになった。
筒香嘉智を憧れの選手としており、背番号も筒香に由来する125番を選択した。奇しくも小笠原が入団した2024年シーズンに筒香が球団に復帰したためチームメイトとなり、筒香が二軍に合流した際には直々にアドバイスを受けた。

## 詳細情報

### 背番号
- 125（2024年[9] - ）